# Arrondissement Briançon
Das Arrondissement Briançon ist eine französische Verwaltungseinheit des Départements Hautes-Alpes in der Region Provence-Alpes-Côte d’Azur. Unterpräfektur ist Briançon.
Es besteht aus vier Kantonen und 36 Gemeinden.

## Kantone
- Briançon-1
- Briançon-2
- Guillestre
- L’Argentière-la-Bessée

## Gemeinden
Die Gemeinden des Arrondissements Briançon sind:
| 1. Abriès-Ristolas (05001)    | 2. Aiguilles (05003)                   | 3. Arvieux (05007)                 | 4. Briançon (05023)                   |
| 5. Ceillac (05026)            | 6. Cervières (05027)                   | 7. Champcella (05031)              | 8. Château-Ville-Vieille (05038)      |
| 9. Eygliers (05052)           | 10. Freissinières (05058)              | 11. Guillestre (05065)             | 12. La Grave (05063)                  |
| 13. La Roche-de-Rame (05122)  | 14. La Salle-les-Alpes (05161)         | 15. L’Argentière-la-Bessée (05006) | 16. Le Monêtier-les-Bains (05079)     |
| 17. Les Vigneaux (05180)      | 18. Molines-en-Queyras (05077)         | 19. Mont-Dauphin (05082)           | 20. Montgenèvre (05085)               |
| 21. Névache (05093)           | 22. Puy-Saint-André (05107)            | 23. Puy-Saint-Pierre (05109)       | 24. Puy-Saint-Vincent (05110)         |
| 25. Réotier (05116)           | 26. Risoul (05119)                     | 27. Saint-Chaffrey (05133)         | 28. Saint-Clément-sur-Durance (05134) |
| 29. Saint-Crépin (05136)      | 30. Saint-Martin-de-Queyrières (05151) | 31. Saint-Véran (05157)            | 32. Val-des-Prés (05174)              |
| 33. Vallouise-Pelvoux (05101) | 34. Vars (05177)                       | 35. Villar-d’Arêne (05181)         | 36. Villar-Saint-Pancrace (05183)     |

## Ehemalige Gemeinden seit der landesweiten Neuordnung der Kantone
bis 2018: Abriès, Ristolas
bis 2016: Pelvoux, Vallouise